# Netinstall
 (janvier 2021).
Si vous disposez d'ouvrages ou d'articles de référence ou si vous connaissez des sites web de qualité traitant du thème abordé ici, merci de compléter l'article en donnant les références utiles à sa vérifiabilité et en les liant à la section « Notes et références ».
Certaines distributions linux permettent une installation par le net. Ce type d'installation, appelée Netinstall, se présente habituellement sous la forme d'une image ISO légère, qui est capable d'amorcer, de configurer le réseau et d'installer un système d'exploitation avec la possibilité de choisir individuellement les paquets (sélection libre) téléchargés depuis un miroir local.
Une telle installation évite de télécharger plusieurs CD d'installation, mais nécessite un réseau haut débit pour télécharger les paquets requis.
Netinstall permet également d'installer Mac OS X.